# Grote Eik van Sherwood

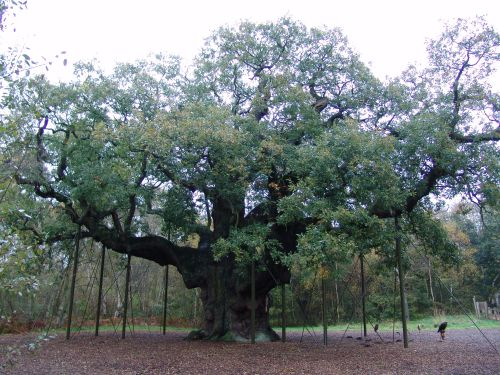
De Major Oak

De Grote Eik van Sherwood (Engels: Major Oak) is een eik in het Sherwood Forest in Nottinghamshire (Engeland). De ouderdom van de boom wordt geschat tussen de 800 à 1000 jaar. Volgens sommige wetenschappers is de enorme omvang te verklaren door het vergroeien van meerdere kleine eikenstammen honderden jaren geleden.
Volgens de overlevering was de boom het hoofdkwartier van Robin Hood. Hierdoor is hij een trekpleister voor bezoekers en toeristen. De boomtakken worden ondersteund, zodat ze niet bezwijken onder hun gewicht.